# إزالة مستضدات النوع
إزالة مستضدات النوع يُقصد بها فقد جنس فريد من أجناس الحيوانات بسبب اندماجه مع أجناس مميزة سابقة. وهو عكس الانتواع كما أنه أكثر ندرة منه. وهو يشبه الانقراض في أنه يحدث فقد لأجناس فريدة، لكن بدون الفقد المقترن بذلك في السلالات البيولوجية.

## مثال على أبو شوكة ثلاثي الشوكات

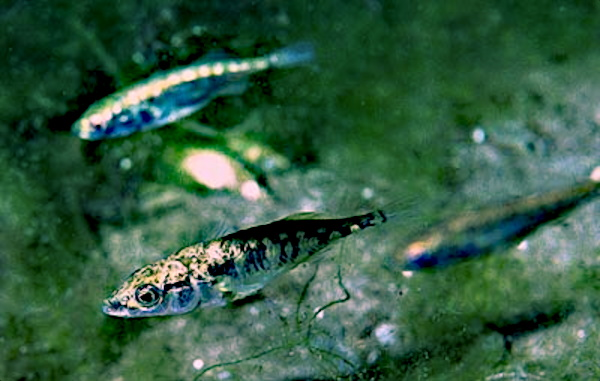
أبو شوكة ثلاثي الشوكات (Gasterosteus aculeatus)

على سبيل المثال، إن التحليل الجيني الذي قام به تايلور لـ أبو شوكة ثلاثي الشوكات عبر ست بحيرات في جنوب غربي كولومبيا البريطانية أدى إلى العثور على نوعين مميزين في عام 1977 وعام 1988، ولكنه عثر على نوع واحد مجمع فقط في البيانات المسجلة من أعوام 1997 و2000 و2002. وقد استنتجوا أن هناك عوامل خارجية عرضت ظروف الحياة لكلا النوعين للخطر، وبالتالي تم القضاء على التخصصات التطورية التي جعلت النوعين فريدين.